# Andrzej Rządkowski
Andrzej Rządkowski, född 4 mars 1997, är en polsk fäktare som tävlar i florett.

## Karriär
Vid olympiska sommarspelen 2024 i Paris var Rządkowski en del av Polens lag tillsammans med Jan Jurkiewicz, Michał Siess och Adrian Wojtkowiak som slutade på sjätte plats i lagtävlingen i florett.